# Marstall Ludwigsburg
Het Marstall (voorheen Marstall Center) is een winkelcentrum aan de Holzmarkt in Ludwigsburg. Het complex werd gebouwd in de jaren 70 en voltooid in 1978. Op 30 september 2015 werd het centrum heropend na een volledige herstructurering. Ondanks de herstructurering wordt het centrum beschouwd als een architectonisch vergissing. 

## Geschiedenis
Het centrum, dat gebouwd werd van 1972 tot 1975, bood aanvankelijk ruimte aan 54 winkels op twee verkoopniveaus. Boven het winkelcentrum zijn is tot 15 verdiepingen tellende hoogbouw gebouwd met kantoren, praktijken, een kleuterschool en meer dan 200 appartementen. 
Door de verhuizing van veel bedrijven, waaronder Karstadt en Kaiser's Tengelmann, kwam er steeds meer winkelruimte leeg te staan, waardoor het veranderde in een zogenaamde "dead mall". In 2013 nam ECE Projektmanagement GmbH het vervallen centrum over en begon in juni 2014 met een meer dan 100 miljoen euro kostende renovatie en herstructrurering, naar een ontwerp van architectenbureau Kaspar Kraemer. In deze periode voerde de stad Ludwigsburg ook stedenbouwkundige maatregelen uit om het gebied rond het winkelcentrum te verbeteren, zoals groenvoorzieningen, een nieuw stadsterras en een verbeterd verkeersmanagement. Vanuit het oogpunt van de exploitant zou het Marstall bijdragen aan een positieve ontwikkeling van de binnenstad.

## Beschrijving
In 2015 had het winkelcentrum 65 winkels op drie niveaus met een totale verkoopoppervlakte van 25.700 m² en een grote horecaruimte. In het ontwerp voor het interieur heeft de ontwerper getracht om de historische wortels van de naam Marstall te weerspiegelen, door elementen toe te voegen die doen denken aan een paardenstal. Het centrum telt naar verluidt tussen de 600 en 650 medewerkers. Het totale verzorgingsgebied wordt geschat op ongeveer 900.000 inwoners.

## Ligging
Door de centrale ligging is het Marstall op loopafstand van het treinstation. Met de auto is het centrum te bereiken via de B27. De nabijgelegen bushaltes Ludwigsburg Residenzschloss, Rathaus en Bietigheimer Strasse zorgen voor een goede bereikbaarheid met de lokale buslijnen.